# Moskauer Straße 4

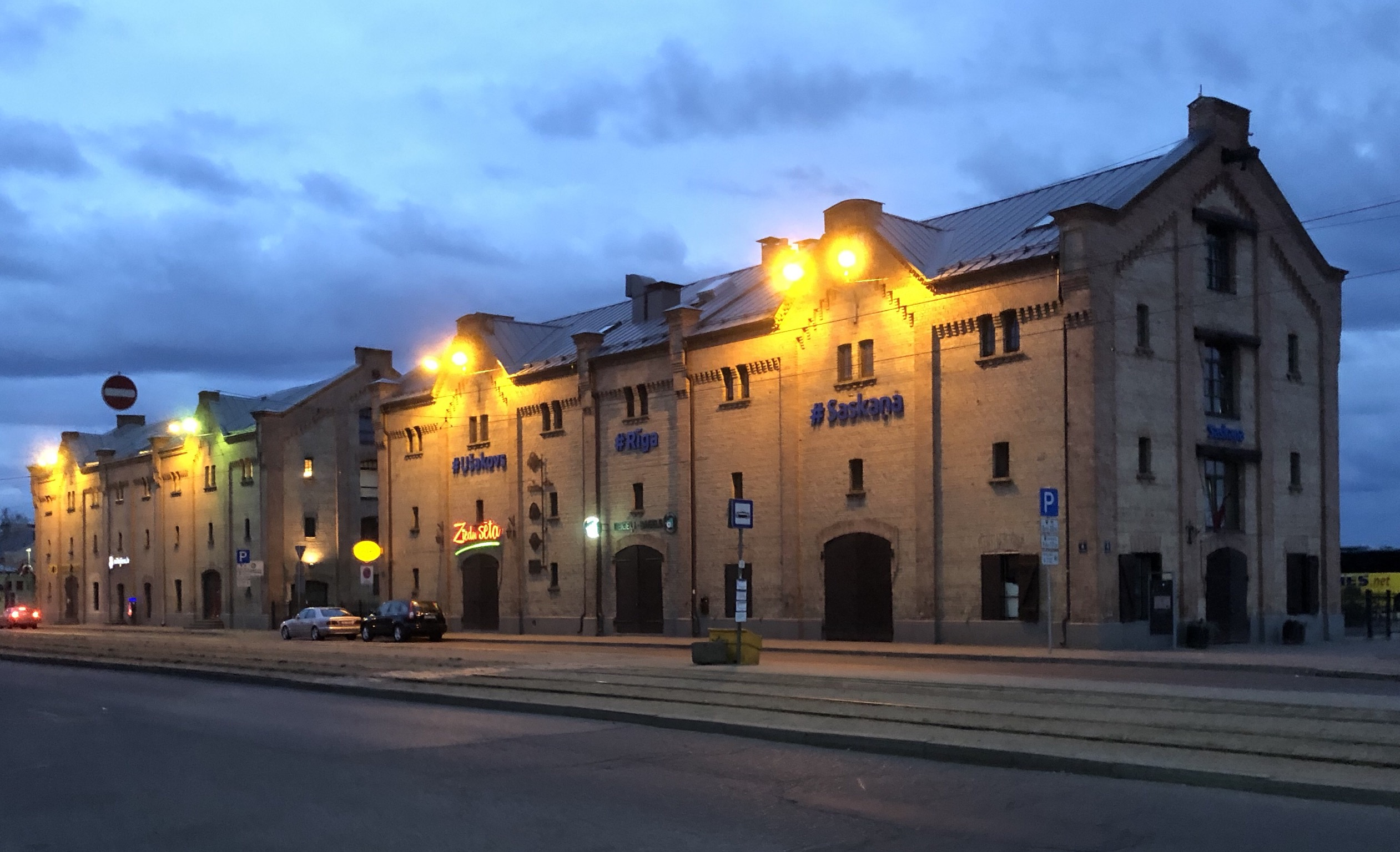
Moskauer Straße 4 bei Nacht

Das Haus Moskauer Straße 4 (lettisch Maskavas iela 4 ) ist ein denkmalgeschütztes Gebäude in der lettischen Hauptstadt Riga.

## Lage
Es gehört zu den Roten Speichern und befindet sich auf der Südseite der Moskauer Straße (Maskavas iela) im Rigaer Stadtteil Moskauer Vorstadt unweit des Ufers der etwas weiter südlich verlaufenden Düna. Nördlich liegt der Zentralmarkt Riga.

## Gestaltung und Geschichte
Das Gebäude wurde im Jahr 1880 als Lagerhalle durch den Architekten Robert August Pflug als Backsteinbau errichtet. Es war ein Teil einer größeren Speicherstadt, die jedoch nur in Teilen erhalten ist. Im Gebäude befinden sich Geschäftsräume der lettischen Partei Sociāldemokrātiskā partija „Saskaņa“.
Seit dem 4. Januar 2010 ist das Haus als Teil eines unter der Nummer 8714 im lettischen Denkmalverzeichnis eingetragenen Gebäudekomplexes denkmalgeschützt.